# Chlorophyllum sphaerosporum
Chlorophyllum sphaerosporum Z.W. Ge & Zhu L. Yang – gatunek wielkoowocnikowych gtrzybów z rodziny pieczarkowatych (Agaricaceae).

## Systematyka
Pozycja w klasyfikacji według Index Fungorum: Agaricaceae, Agaricales, Agaricomycetidae, Agaricomycetes, Agaricomycotina, Basidiomycota, Fungi.
Gatunek ten został po raz pierwszy opisany przez Zai Wei Ge i Zhu Liang Yanga w artykule „The genus Chlorophyllum (Basidiomycetes) in China” opublikowanym w Mycotaxonie z 2006:

4. Chlorophyllum sphaerosporum Z. W. Ge & Zhu L. Yang, sp. nov.
Pileus 4.5-6.5 cm latus, convexus, albus vel albidus, squamulis luteo-brunneis vel rubeolis brunneis, obtusus umbonatus. Lamellae liberae, albae. Stipes 4.0-7.0 × 0.5-0.7 cm, subcylindricus, subeaqualis vel sursum attenuatus, albidus, non-discolorans, basis incrassatus. Annulus membranaceus, albidus. Caro alba. Basidia 24-32 × 9.5-12.5 μm, clavata, hyalina, 4-sporigera. Basidiosporae (8.0) 9.0-10.0 (11.0) × 7.0- 9.0 (9.5) μm, subglobosae vel lato-ellipsoideae, hyalinae, aporae, dextrinoideae, congophilosae, metachromaticae. Pleurocystidia absentia. Cheilocystidia clavata vel latoclavata, hyalina, (18) 25-32 (40) × (9) 11-13.5 μm. Squamulae pilei hymenidermae, apicalis hyphis pallide brunneis clavatis. Fibulae praesentes. Habitatio: terrestris.
Holotypus: “Mao Xiao-Lan M8040 (HMAS 66153), 15 August 1994, Inner Mongolia, China”.
Etymology: the epithet refers to the shape of the basidiospores.

## Charakterystyka
Wytwarza naziemne, kapeluszowe owocniki o blaszkowatym hymenoforze. Kapelusz 4,5–6,5 cm średnicy, biały lub białawy, pokryty brązowawymi łuseczkami i o lekko żłobkowanym brzegu. blaszki wolne, gęsto rozmieszczone, białe (wyschnięte – kremowe). Trzon 4–7 cm długości, 0,5–0,7 cm średnicy, prawie cylindryczny, białawy. Pierścień błoniasty, białawy, ruchomy. Miąższ biały, niezmienny. Charakterystyczne dla tego gatunku są małe (typ. 9.0-10.0×7.0-9.0μm), kulistawe, gładkie, hialinowe, dekstrynoidalne i pozbawione pory rostkowej zarodniki.

## Występowanie
Gatunek ten odkryto w chińskich lasach, wśród keteleerii (Keteleeria) i kasztanków (Xanthoceras).